# Max von Ehrenthal
Max von Ehrenthal (* 1849; † 1935 in Heidelberg) war ein sächsischer Offizier und Museumsdirektor.

## Leben
Max von Ehrenthal trat 1866 als Junker in die sächsische Armee ein und avancierte inmitten des Krieges gegen Preußen am 13. Juli 1866 zum Leutnant in der sächsischen Artillerie. Er nahm innerhalb der 13. sächsischen Batterie des Feld-Artillerie-Regiments am Krieg gegen Frankreich teil und wurde für seine Verdienste mit dem Eisernen Kreuz II. Klasse ausgezeichnet. Unter Beförderung zum Oberleutnant bei der 5. Batterie der Divisionsartillerie im Jahr 1872 wurde er nachfolgend in die Reserve des Feld-Artillerie-Regiment 28 versetzt. Nach einigen Jahren wurde er wieder fest angestellt und am 24. November 1881 zum Hauptmann und Kompaniechef befördert. Er diente zuletzt als Kompaniechef der 9. Kompanie beim 4. Infanterie-Regiment Nr. 103 in Bautzen und wurde am 28. November 1890 unter Genehmigung seines Abschiedsgesuches zur Disposition gestellt. 
1891 wurde er zum Museumsdirektor des königlichen historischen Museum und der königlichen Gewehrgalerie ernannt. 1893 wurde er mit dem Ritterkreuz I. Klasse des Albrechtsordens ausgezeichnet. 1895 kam es zu Gesprächen mit dem Burghauptmann der Wartburg, Hans von Cranach, über die Notwendigkeit einer waffenkundlichen Vereinigung, was schließlich zur Gründung der Gesellschaft für Historische Waffen- und Kostümkunde führte. Im Juli 1899 wurde er mit dem Ritterkreuz I. Klasse des Orden der Wachsamkeit ausgezeichnet. Am 19. April 1901 erhielt er den Charakter eines Majors. Im Juli 1901 wurde er mit dem Komturkreuz II. Klasse des Sachsen-Ernestinischen Hausorden ausgezeichnet. Unter Verleihung des Ritterkreuz I. Klasse des sächsischen Verdienstordens trat von Ehrenthal unter eigenem Ansuchen am 18. Oktober 1901 in den Ruhestand mit gesetzlicher Pension. Sein Nachfolger als Museumsdirektor wurde Karl Koetschau. 1909 wurde er mit dem Reußischen Ehrenkreuz II. Klasse ausgezeichnet. Er war Mitglied der Deutschen Adelsgenossenschaft und unternahm im Jahr 1913 eine Katalogisierung der Großherzoglich-Sächsischen Rüstkammer auf der Wartburg sowie der Reußischen Waffensammlung in Gera und Schleiz durch.
Nach Ausbruch des Ersten Weltkrieges wurde er als z.D.-Offizier wiederverwendet und bei der Bahnhofskommadantur Waldheim verwendet. 1916 wurde er in dieser Eigenschaft mit dem Kriegsverdienstkreuz ausgezeichnet. Er wurde im Laufe des Krieges noch zum Oberstleutnant a. D. befördert und schied nach Kriegsende aus der Armee aus.

## Schriften
- Zwei Harnische von Matthäus Frauenpreis dem älteren im Königlichen Historischen Museum zu Dresden und auf der Wartburg. 1893
- Nachtrag zur Beschreibung des Königlichen Historischen Museums zu Dresden. Dresden 1893 (Digitalisat)
- Führer durch das Königliche Historische Museum zu Dresden. Dresden (Digitalisat)
- Führer durch die königliche Gewehr-Galerie zu Dresden. W. Baensch, 1900 (Digitalisat)
- Die Waffensammlung des Fürsten Salm-Reifferscheidt zu Schloss Dyck. Karl W. Hiersemann, 1906 (Digitalisat)